# Abdenour Hadiouche
Abdenour Hadiouche est un footballeur algérien né le 30 décembre 1984 à Bouira. Il évoluait au poste d'avant centre.

## Biographie
Le 2 juillet 2007, Hadiouche signe un contrat de deux ans avec le NA Hussein Dey. La saison précédente, il avait terminé meilleur buteur de la Regionale II (Division 5) avec l'OC Azazga après avoir marqué 26 buts.
Il évolue en première division avec le NA Hussein Dey, le MC El Eulma, le MC Saïda, la JS Kabylie, le CS Constantine, et enfin l'ASO Chlef. Il dispute un total de 160 matchs en première division, inscrivant 27 buts. Il réalise sa meilleure performance dans ce championnat lors de la saison 2011-2012, où il inscrit huit buts.

## Palmarès
USM Blida
- Championnat d'Algérie D2 :
  - Vice-champion : 2016-17.